# Bälliz-Freienhofgasse
Le Bälliz-Freienhofgasse est une île de l'Aar et un quartier, sur le territoire de Thoune dans le canton de Berne. Il est situé sur le bord sud-ouest de la vieille ville

## Histoire
Le Bälliz est une île artificielle, résultant de la déviation de la Kander vers le lac de Thoune  en 1714.